# 蛍原徹
蛍原 徹（ほとはら とおる、1968年〈昭和43年〉1月8日 - ）は、日本のお笑いタレント、YouTuber、司会者。吉本興業所属。本名同じ、愛称はホトちゃん。
お笑いコンビ・雨上がり決死隊の元メンバーでツッコミ担当。

## 来歴
大阪府門真市出身。1988年、NSC大阪校の7期生として入学。当初は同期の森田嘉宏（現・コラアゲンはいごうまん）とコンビ「ホワイト&ホワイト」を結成するも、ほどなくして解散。しばらくはピン芸人『のっぺり星人』として活動していた。その頃の芸風はケーシー高峰を意識したものだった。
1989年、NSCの同期だった宮迫博之とコンビ「雨上がり決死隊」を結成。1991年、吉本印天然素材の一員となりナインティナインらとテレビなどに出演。2000年、野田秀樹の舞台劇『カノン』出演時に役作りでおかっぱ頭にしたのを機にそのままトレードマークとして定着したが、2023年頃から普通の髪型にしている。
2002年、大井競馬場内の飲食店「ホトチャンキッチン」をプロデュース。
2004年、一般人女性と結婚。2012年1月に長女、2017年10月3日に次女が誕生。
2019年7月19日、相方であった宮迫が闇営業問題により吉本からの契約を解消。それにともなって芸名を本名から『雨上がり決死隊 蛍原徹』に変更。コンビ時代から出演している番組にも引き続き出演している。2021年8月17日、コンビ解散にともない芸名を『雨上がり決死隊 蛍原徹』から本名の名義へ戻した。解散後はピン芸人および司会者として活動。

### 人物
宮迫同様に喫煙者だったが、2001年には禁煙に成功する。
ドラマ『北の国から』（フジテレビ）の熱烈なファンであり、2014年には舞台である北海道富良野市の観光大使に任命された。「北の国から」にハマって25年間、100回近く富良野を訪れており妻とは結婚前の交際していた頃から一緒に訪れている。その妻にプロポーズをしたのも富良野からの帰りの車中であり、本人は「富良野があったおかげで今の僕があると言っても過言ではない」と語っている。
趣味はゴルフ。最初はまったく関心がなかったものの先輩の東野幸治から誘われ始めてみると、5年間毎朝練習場へ通うほどのめり込むようになる。育児生活に入るまでは、仕事の合間を縫ってゴルフに明け暮れていた。
プロ野球では、いずれ北海道に住みたいため北海道日本ハムファイターズのファン。
2010年5月より『最先端IT情報SHOW 革命×テレビ』（TBSテレビ）の企画でTwitterを始めるも、半年ほどでやめている。その理由は「ゴルフ行きたいなー」とツイートしたらまったく面識のないネット民から「お前みたいなもんまだまだ早いわ!」と言われたため。3年後には同じく『リンカーン』（TBSテレビ）の「一週間でフォロワーはいくら増えるのか?」という企画で2代目アカウントを作成し、Twitterを再開するも1週間で企画終了とともに再び引退。『革命×テレビ』では宮迫が、『リンカーン』では松本人志（ダウンタウン）と三村マサカズ（さまぁ〜ず）が2024年現在でもTwitterを更新している。
後輩のケンドーコバヤシからは、「ホトチンコスープ」あるいは「ねじれ肛門」という愛称で呼ばれている。

## 出演作品

### バラエティ
現在のレギュラー番組
- アメトーーク!（テレビ朝日、2003年4月7日 - ） - MC[10]
- KEIBA BEAT（東海テレビ放送制作分・中京競馬場開催時の司会、2013年 - ） - 中京開催と被らない時にカンテレ版・テレビ西日本版「競馬BEAT」にも不定期ゲストで出演する。
- 世界の何だコレ!?ミステリー（フジテレビ、2015年10月21日 - ） - MC
- さんまのお笑い向上委員会（フジテレビ、2015年4月18日 - ） - 今田耕司と基本的に交互で出演。まれに共演や今田・蛍原のどちらも出演しない場合がある(その際は千原ジュニア（千原兄弟）などが代役を務める)。
- 蛍原徹の真剣ゴルフ部!ホトオープン（BSJapanext、2022年4月3日 - ）- MC

現在の準レギュラー（不定期出演）
- 痛快!明石家電視台（毎日放送、1999年8月30日 - ）
- みんなのKEIBA（フジテレビ） - 中京開催と被らないときに不定期ゲストで出演。

過去の出演番組
- なるトモ!（読売テレビ）- 月曜不定期ゲスト
- ぶっちゃけ!99（TBSテレビ）- 準レギュラー
- 蛍ちゃんの北海道移住計画（北海道文化放送、2005年4月15日 - 9月23日）
- 遊びに行こっ!〜旅するTV〜ホトチャンネル（テレビ愛知、2008年4月 - 2013年3月、）
- よしもとゴルフ倶楽部（TOKYO MX）
- 地元応援バラエティ このへん!!トラベラー（北海道テレビ、2009年5月 - 2012年9月）
- Eテレ0655（NHK教育テレビ、2010年3月 - ）
- 月刊ファイターズTV（GAORA） - MC
- 炎の体育会TV（TBSテレビ、2011年10月10日 - 2023年3月18日） - MC
- 本能Z（CBCテレビ、2015年10月 - 2020年3月25日） - 準レギュラー、フットボールアワーと基本的に交互で出演
- フォトぶら（関西テレビ、2018年4月7日 - 2020年3月28日） - MC
- 松本家の休日（朝日放送テレビ、2019年7月28日 - 2021年3月21日） - 2代目お父ちゃん 役
- ちまたのジョーシキちゃん（関西テレビ、2021年11月5日 - 2024年3月29日）
- なるほどプレゼンター!花咲かタイムズ（CBCテレビ、2025年8月2日）[11]

特別番組（MCもしくはメインキャスト）
- R-1ぐらんぷり（2004年 - 2020年、関西テレビ） - MC
- メロディコール よしもとギャグバトル（2004年5月16日、ヨシモトファンダンゴTV）- MC
- 山崎邦正&蛍原徹 北海道は食いも笑いも満載じゃツアー!（2004年8月、読売テレビ）
- 世界の競馬（2005年4月 - 2008年、NHK衛星第1テレビジョン）- キャスター
- ツッコミ日本代表2006（2006年12月30日、テレビ東京）- MC
- プロ野球オールスタースポーツフェスティバル（2008年 - 2009年、読売テレビ）- 司会
- ゴルフ小侍、見参! 〜芸人・蛍原徹の戦い〜（BSテレビ東京）
- 常識がないと自腹です 京都はんなりツアー（2013年1月3日、CBCテレビ・TBS系） - MC
- テレビ愛知開局30周年記念8時間スペシャル!（2013年9月21日、テレビ愛知） - MC
- 芸人報道（2014年6月6日 - 、日本テレビ） - ギャップ→MC
- 10人旅（2016年4月23日・11月26日・2017年11月25日・2019年8月3日、フジテレビ）
- 蛍原・華丸のじょしごる〜未来のスターを探せ!skyレディースゴルフ〜（2018年6月29日、ABCテレビ）[12]
- オトナノレンジャー〜#チャベリバ〜（2018年12月23日、日本BS放送） - MC
  - チャベリバ（2019年12月22日・2020年12月26日・2021年12月26日、日本BS放送） - MC
- 蛍原×大輔×フジモン ほとバス（2019年12月27日、関西テレビ）
  - 蛍原×宮川大輔×フジモン ほとバス〜大自然を満喫!! 富士五湖あたりでニコルンルン♪ツアー〜（2020年9月27日、関西テレビ・フジテレビ系全国ネット）
- 家-1グランプリ2020〜お笑い自宅芸No.1決定戦〜（2020年5月3日、ABEMA） - 審査員[13]
- 白熱!ゴルフ下克上! 谷原秀人vs蛍原軍団（2020年9月24日、BSテレ東）
  - 白熱!ゴルフ下克上! 〜レジェンド女子プロvs蛍原軍団〜（2020年11月26日、BSテレ東）
  - 白熱!ゴルフ下克上!第3弾 〜レジェンド女子プロvs蛍原軍団〜（2020年12月10日、BSテレ東）
- 北海道民!フカボリサーチ（2020年 - 2021年、NHK北海道）- MC
- 蛍原・河本の宮崎県めっちゃええやん（2021年7月20日、テレビ宮崎）
- 地元、100時間でなぞる（2021年12月11日、テレビ東京） - MC
- 土曜☆ブレイク 日本全国ブーブー調査（2021年12月25日、TBSテレビ） - MC
- このムダミステリーがスゴイ!イケてる会社の知らない話（2022年3月18日・2023年3月24日・2024年3月29日、ABCテレビ）
- アース・モンダミンカップ（2022年6月24日・2023年6月25日、BSJapanext）- MC
- アメトーーク×ロンハー×有吉クイズ×テレビ千鳥 4番組コラボSP（2022年9月6日、テレビ朝日）
- 匠の技でバカ売れ!商品開発（秘）物語（2024年11月10日、日本テレビ）- MC[14]
- ホトちゃんの開運!爆買い&ゴルフツアー2025（2025年1月4日、テレビ愛知）[15]

### テレビドラマ
- きらきらひかる3（2000年4月4日、フジテレビ） - 今田耕市 役
- 世にも奇妙な物語 秋の特別編「よう、鈴木!」（2000年10月4日、フジテレビ）
- 史上最悪のデート（2001年4月15日、日本テレビ）第19話 - 天使役
- 金曜エンタテイメント『電話オペレーター三人娘のOL事件簿』（2002年5月10日、フジテレビ） - 富永眞人 役
- 動物のお医者さん（2003年4月 - 2003年6月、テレビ朝日） - 岡田先輩 役
- 4TEEN（2004年7月25日、WOWOW）- 加藤 役
- マザー&ラヴァー（2004年10月 - 2004年12月、フジテレビ） - 種田庄二 役

### 映画
- 妖怪大戦争 (2005年8月16日) - 豆腐小僧 役
- クレヨンしんちゃん 襲来!!宇宙人シリリ（2017年4月15日、東宝） - モルダダ 役

### CM・広告
- 北海道イオン（イオングループ）
- サントリー食品インターナショナル「サントリー天然水スパークリングレモン」（2022年3月25日 - ）[16]

## 書籍
- 『ホトちゃんのとっておき北海道：責任編集長・雨上がり決死隊蛍原徹のええ店よりすぐり87店』（ヨシモトブックス）、ワニブックス、2009年、ISBN 978-4847018435。